# Tornike Gaprindasvili
Tornike Gaprindashvili (Tbiliszi, 1997. július 20. –) grúz korosztályos válogatott labdarúgó, a lengyel Zagłębie Lubin csatárja.

## Pályafutása

### Klubcsapatokban
Gaprindashvili Grúzia fővárosában, Tbilisziben született. 
A pályafutását a Sasco felnőtt csapatában kezdte. 2016-ban az első osztályban szereplő Gagrához igazolt. 2019-ben a Dinamo Batumi csapata szerződtette. Először a 2019. március 5-ei, Torpedo Kutaiszi ellen 2–0-ra elvesztett találkozó félidejében, Benjamin Teidi cseréjeként lépett pályára. Első gólját 2019. április 13-án, a Rustavi ellen 2–0-ra megnyert találkozón szerezte meg.
2022. július 17-én hároméves szerződést kötött a lengyel első osztályban érdekelt Zagłębie Lubin együttesével. 2022. július 23-án, a Legia Warszawa ellen 2–0-ra elvesztett bajnokin debütált. 2022. július 29-én, a Piast Gliwice ellen idegenben 1–0-ás győzelemmel zárult mérkőzésen Gaprindashvili szerezte a győztes gólt.

### A válogatottban
Gaprindashvili 2014-ben debütált a grúz U17-es válogatottban. Először 2014. március 31-én, Írország ellen 2–2-es döntetlennel zárult U17-es EB-selejtező 64. percében, Giorgi Beridzet váltva lépett pályára.

## Statisztikák
2022. október 1. szerint
| Klub           | Szezon   | Osztály       | Bajnokság | Bajnokság | Kupa  | Kupa | Nemzetközi | Nemzetközi | Összesen | Összesen |
| Klub           | Szezon   | Osztály       | Meccs     | Gól       | Meccs | Gól  | Meccs      | Gól        | Meccs    | Gól      |
| -------------- | -------- | ------------- | --------- | --------- | ----- | ---- | ---------- | ---------- | -------- | -------- |
| Dinamo Batumi  | 2019     | Erovnuli Liga | 26        | 3         | 0     | 0    | —          | —          | 26       | 3        |
| Dinamo Batumi  | 2020     | Erovnuli Liga | 13        | 1         | 0     | 0    | 1          | 0          | 14       | 1        |
| Dinamo Batumi  | 2021     | Erovnuli Liga | 22        | 5         | 3     | 1    | 4          | 0          | 29       | 6        |
| Dinamo Batumi  | 2022     | Erovnuli Liga | 18        | 5         | 1     | 0    | —          | —          | 19       | 5        |
| Dinamo Batumi  | Összesen | Összesen      | 79        | 14        | 4     | 1    | 5          | 0          | 88       | 15       |
| Zagłębie Lubin | 2022–23  | Ekstraklasa   | 8         | 1         | 1     | 0    | —          | —          | 9        | 1        |
| Összesen       | Összesen | Összesen      | 87        | 15        | 5     | 1    | 5          | 0          | 97       | 16       |

## Sikerei, díjai
Dinamo Batumi
- Erovnuli Liga
  - Bajnok (1): 2021
  - Ezüstérmes (2): 2019, 2020

- Grúz Szuperkupa
  - Győztes (1): 2022